# Roanda
Roanda (izvirno srbsko Роанда) je naselje v Srbiji, ki upravno spada pod Občino Svilajnac; slednja pa je del Pomoravskega upravnega okraja.

## Demografija
V naselju živi 478 polnoletnih prebivalcev, pri čemer je njihova povprečna starost 48,2 let (46,1 pri moških in 50,1 pri ženskah). Naselje ima 184 gospodinjstev, pri čemer je povprečno število članov na gospodinjstvo 3,11.
To naselje je, glede na rezultate popisa iz leta 2002, večinoma srbsko.
|  |

| Demografija | Demografija     | Demografija     |
| Leto        | Št. prebivalcev | Št. prebivalcev |
| ----------- | --------------- | --------------- |
|             |                 |                 |
|             |                 |                 |
|             |                 |                 |
|             |                 |                 |
| 1948        | 1176            |                 |
| 1953        | 1174            |                 |
| 1961        | 1189            |                 |
| 1971        | 1099            |                 |
| 1981        | 1097            |                 |
| 1991        | 1001            | 669             |
| 2002        | 1003            | 572             |
|             |                 |                 |

| Etnična sestava po popisu iz leta 2002 | Etnična sestava po popisu iz leta 2002 | Etnična sestava po popisu iz leta 2002 | Etnična sestava po popisu iz leta 2002 | Etnična sestava po popisu iz leta 2002 |
| -------------------------------------- | -------------------------------------- | -------------------------------------- | -------------------------------------- | -------------------------------------- |
| Srbi                                   | Srbi                                   |                                        | 568                                    | 99,30%                                 |
| Romuni                                 | Romuni                                 |                                        | 2                                      | 0,34%                                  |
| Slovenci                               | Slovenci                               |                                        | 1                                      | 0,17%                                  |
| Neznano                                | Neznano                                |                                        | 0                                      | 0,0%                                   |